# Runcaria heinzelinii
Runcaria heinzelinii is een uitgestorven plantensoort uit het Givetiaan (Midden-Devoon), ongeveer 385 miljoen jaar geleden. Het is de enige bekende soort van het geslacht Runcaria, uit de uitgestorven klasse der Progymnospermophyta.
Het was waarschijnlijk een voorouder van de zaadplanten, die zo'n 20 miljoen jaar later voor het eerst opdoken.
Fossiele sporangia van Runcaria heinzelinii zijn gevonden in Ronquières in België, waar de geslachtsnaam naar verwijst. De soort werd genoemd naar Jean de Heinzelin de Braucourt.

## Kenmerken
De fossiele resten van R. heinzelinii bestaan uit korte stengels met aan de top een radiaal symmetrisch macrosporangium, 6,5 tot 8 mm lang, omgeven door een franjevormig zaadvlies en ondersteund door een kort napje (cupula) met 4 tot 5 losstaande segmenten, bestaande uit twee delen die in een spitse top uitlopen. Het macrosporangium zelf bestaat uit een lang, zeer waarschijnlijk hol eivormig lichaam, met een uitloper die boven het zaadvlies uitloopt in een verbrede top.
Zowel de vorm van de top (mogelijk een adaptatie voor windbestuiving), de aanwezigheid van een franjevormig zaadvlies en van een napje zijn kenmerken die typisch zijn voor 'echte' zaadplanten. Daarentegen zijn de uitgerekte vorm, het holle lichaam en het gebrek aan een opening aan de top om het stuifmeel naar het zaad te leiden, primitieve kenmerken die bij modernere zaadplanten niet meer voorkomen. Daarom heeft het macrosporangium van R. heinzelinii nog geen recht op de benaming zaadknop of ovulum, maar is er eerder een voorloper van (pre-ovulum).
Door de aanwezigheid van zowel kenmerken van sporenplanten als van zaadplanten wordt R. heinzelinii beschouwd als een fossiele overgangsvorm.

## Ontdekking
Honderden exemplaren van de zaadknoppen van R. heinzelinii zijn aangetroffen in 1968 in een enkel stuk zandsteen uit de Formatie van Bois de Bordeaux, nabij het Hellend vlak van Ronquières in de provincie Henegouwen in België, samen met fossielen van de progymnospermen Protopteridium en Svalbardia, en de Cladoxylopsida Pseudosporochnus en Calamophyton.